# Comportamiento heterosexualizado
El comportamiento heterosexualizado (en inglés: straight-acting) es la conducta o actuación de aquella persona LGBT que se asume personalmente como tal, pero que no muestra ninguna característica o comportamiento adjudicado socialmente a una persona homosexual o queer, pudiendo o no estar dentro del armario.
Al tener un significado estereotipado, la comunidad LGBT considera tal calificación de ofensiva.

## Explicación y críticas
En 2009, el académico en comunicaciones Shinsuke Eguchi propuso explicar el «por qué algunos hombres gays buscan la masculinidad hegemónica respecto con el afeminamiento». Tanto Eguchi como Tim Berling indagaron dentro del contexto general de la plumofobia, que por norma busca el menosprecio del afeminamiento masculino a pesar de guardar relación con la cultura gay. Como también en un sentido amplio, algunos homosexuales emplean el concepto a fin de marcar distancia de las conductas calificadas dentro del «estilo de vida gay», proyectando una visión heteronormada de sus vidas. 
En 2011 Eguchi escribió Negotiating Sissyphobia: A critical/interpretive of one 'femme' gay Asian body in the heteronormative world. En él comenta: «empecé a ver que la razón por la que estas personas intentaban portarse como heterosexuales, no era por sentirse poco agraciados o bien por indeseables, sino por su afán de interactuar con la gente de su mismo género».
Dan Savage, consejero sexual y activista por la libertad de género comentó la popularidad de este término entre los gays y criticó tanto la práctica como la idea de que un homosexual busque relacionarse pretendiendo ser hetero. En cambio los partidarios de esta forma de ser tan solo se refieren al término «actuar» y critican a aquellos  que «distorsionan» el significado de la frase al ser considerada por la comunidad LGBT como una «etiqueta peyorativa».
No obstante, los que se oponen a esta práctica alegan que aquellos que «actúan» fingen ser quienes no son realmente.